# Thomas S. Kleppe

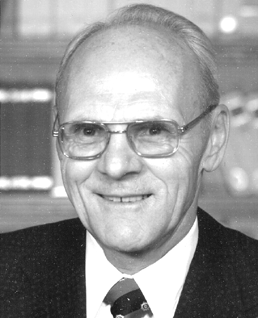
Thomas S. Kleppe

Thomas Savig Kleppe (* 1. Juli 1919 in Kintyre, Emmons County, North Dakota; † 2. März 2007 in Bethesda, Maryland) war ein US-amerikanischer Politiker (Republikanische Partei), der dem Kabinett von US-Präsident Gerald Ford als Innenminister angehörte.

## Leben
Kleppe entstammte einer Familie, die sich auf Grundlage des Homestead Act als Siedler in North Dakota niedergelassen hatte. Er machte 1936 seinen Abschluss an der High School von Valley City und besuchte ab dem folgenden Jahr das Lehrer-College dieser Stadt. Ab 1942 diente er als Warrant Officer innerhalb der US Army im Zweiten Weltkrieg.
Nach seinem Abschied aus der Armee 1946 übernahm er im selben Jahr den Posten des Präsidenten der Gold Seal Company, einer Firma, die Bohnerwachs herstellte und während seiner bis 1964 währenden Amtszeit von einem kleinen Unternehmen zum Marktführer in diesem Sektor wurde.

## Politik
In dieser Zeit wurde Kleppe auch erstmals politisch aktiv, als er zwischen 1950 und 1954 den Posten des Bürgermeisters von Bismarck bekleidete. 1964 wurde er von den Republikanern als Kandidat für die Wahl zum US-Senat aufgestellt; mit 42 Prozent der Stimmen unterlag er jedoch dem demokratischen Amtsinhaber Quentin N. Burdick deutlich. Zwei Jahre später wurde er ins US-Repräsentantenhaus gewählt, in dem er nach einer Wiederwahl bis 1970 verblieb. In diesem Jahr verzichtete er auf eine erneute Kandidatur; stattdessen trat er erneut zur Wahl um einen Senatssitz an, unterlag aber erneut Quentin Burdick, wobei er diesmal nur auf 37 Prozent der Stimmen kam.
Von 1971 bis 1975 fungierte Kleppe als Leiter der Small Business Administration, einer der US-Regierung unterstellten Behörde, deren Zweck es war, kleinere Wirtschaftsunternehmen zu unterstützen. Am 17. Oktober 1975 berief ihn Präsident Ford schließlich in der Nachfolge des zurückgetretenen Stanley K. Hathaway als Innenminister in sein Kabinett. Als Ford Anfang 1977 nach seiner Wahlniederlage gegen Jimmy Carter aus dem Präsidentenamt ausscheiden musste, endete damit auch Kleppes politische Laufbahn.
In der Folge gehörte er noch dem Lehrstab der University of Wyoming an. Anfang 2007 verstarb Thomas Kleppe an den Folgen der Alzheimer-Krankheit.